# نجلاء كلك
نجلاء كلك (بالإنجليزية: Necla Kelek)‏ (و. 1957  م) هي عالمة اجتماع، وكاتِبة من تركيا، وألمانيا، ولدت في إسطنبول.

## جوائز
حصلت على جوائز منها:
- جائزة أخوة شول [الإنجليزية]‏ (2005).

## وصلات خارجية
- نجلاء‎ كلك على موقع IMDb (الإنجليزية)
- نجلاء‎ كلك على موقع مونزينجر (الألمانية)
- نجلاء كلك في قاعدة بيانات الأفلام على الإنترنت